# Leibgarde-Jägerregiment (Russland)

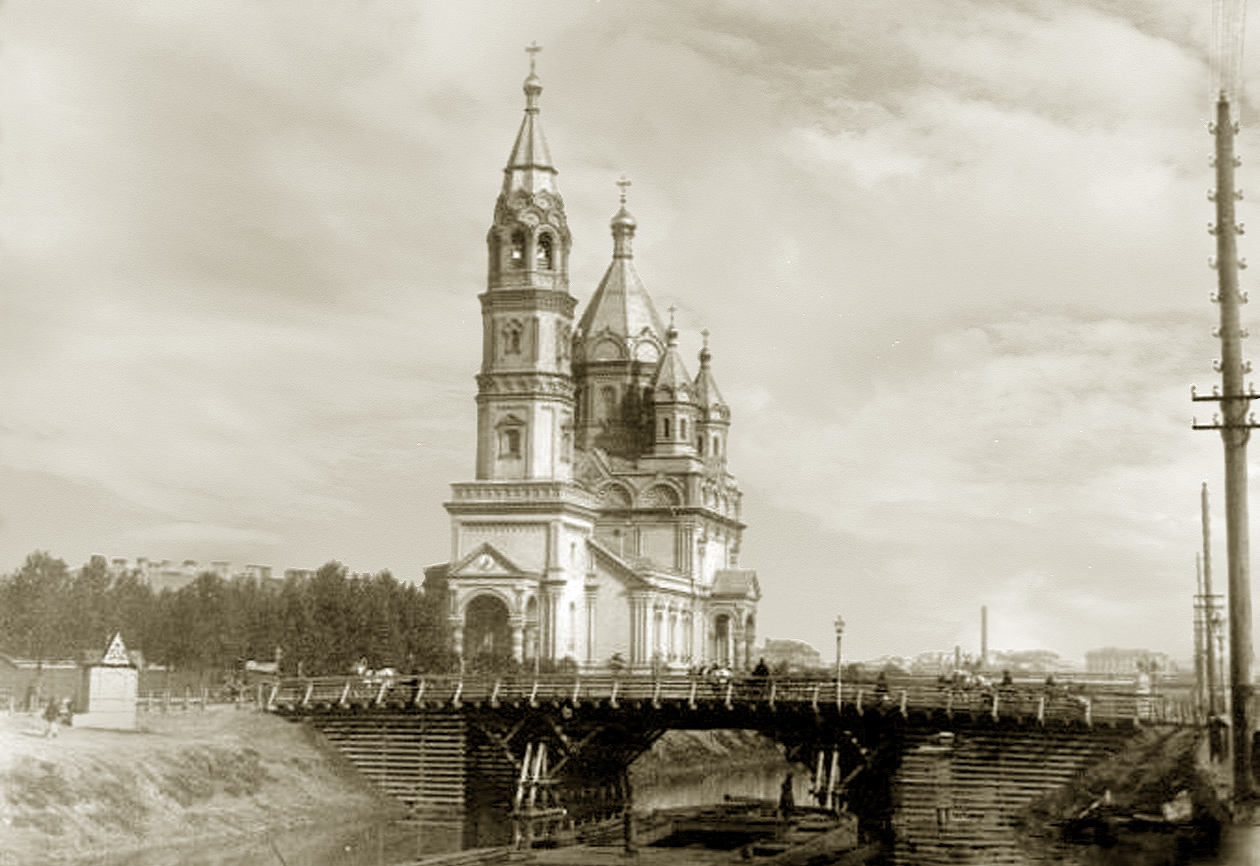
Regimentskirche des Heiligen Miron

Das Seiner Majestät Leibgarde-Jägerregiment, kurz auch Leibgarde-Jägerregiment (russisch Лейб-гвардии Егерский Его Величества полк, Leib-gwardii Jegerski Jewo Welitschestwa polk; Kurzform: Егерский лейб-гвардии полк, Jegerski leib-gwardii polk) war ein Garde-Verband der leichten Infanterie der Kaiserlich Russischen Armee des Russischen Kaiserreichs.
Die Bezeichnung leitet sich vom deutschen Substantiv Jäger ab, für das im russischen Sprachraum „охотник (Jäger), стрелок (Schütze)“ stehen. Der Personalbestand der Jägertruppe rekrutierte sich aus Bevölkerungskreisen mit Bezug zur Jagd beziehungsweise dem Umgang mit Schusswaffen. Die Erfolge Russlands an der Seite Österreichs und Frankreichs im Siebenjährigen Krieg (1756–1763) bestätigten die Zweckmäßigkeit dieser Entscheidung.
In hügeligen durchschnittenen Geländeabschnitten waren geschlossene Gefechtsformationen uneffektiv, hingegen flexible bewegliche Einheiten aus gut ausgebildeten, geübten und treffsicheren Schützen, die zielstrebig und geschlossen handelten, deutlich im Vorteil. So kam es zur Formierung der selbstständigen leichten Infanterie nach westeuropäischem Vorbild. Grenadiere und Musketiere hauen alles in Stücke, – pflegte Suworow zu sagen – die Jäger hingegen schießen.

## Geschichte
Die Geschichte das Leibgarde Jägerregiments begann im Jahre 1792 mit der Einführung einer neuen Truppengattung – der leichten Infanterie – unter Zesarewitsch Pawel Petrowitsch. Die neue Truppenbezeichnung lautete Jäger… (ru: Егер… unter Bezugnahme auf das deutsche Substantiv Jäger) und in Anlehnung an die Entwicklung der Streitkräfte in Europa. Zunächst wurden aus den Verbänden der sogenannten Gattschino Truppen (ru: Гатчинские войска / Gatschinskie woiska) in Gattschina und Pawlowsk vor den Toren von Sankt Petersburg geeignete Soldaten in Jägerkompanien konzentriert und unter das Kommando von Major Anton Ratschinski gestellt. Ende 1793 erfolgte eine erste Umstrukturierung, 1794 dann die Neuformierung. Die neue Uniform der Jäger, nunmehr ein grünes Kamisol, unterschied sich grundlegend von den bisherigen Uniformen.
Auf allerhöchsten Befehl vom 20. November 1796 erhielten alle Verbänden der Gatschinsker Truppen den Status Alte Garde (ru: старая гвардия; staraja gwardija). Die bis dato selbständigen Jägerkompanien wurden zu einem Jägerbataillon zusammengefasst, welches mit einer dritten Kompanie verstärkt wurde. Die bereits existierenden Gardeverbände, das Semjonov Leibgarderegiment und das Ismailowski Leibgarde-Regiment, sowie das Leibgarde-Jägerbataillon wurden unter ein gemeinsames Kommando gestellt. Seither gilt der 20. November 1796 als Gründungstag.
Erster Kommandeur des Leibgarde-Jägerbataillons wurde der nunmehr zum Podpolkownik (Oberstleutnant) avancierte A. Ratschinski. Im Jahre 1800 trat an seine Stelle Fürst Pjotr Iwanowitsch Bagration. Im Jahre 1802 wurde das Bataillon um eine weitere Kompanie verstärkt. Die Schlacht bei Austerlitz wurde für die noch junge Jägertruppe zur Feuertaufe und stellt ihren Kampfwert unter Beweis.
Am 22. Mai 1806 wurde der Personalbestand des Leibgarde-Jägerbataillons verdoppelt und die Umbenennung in Leibgarde-Jägerregiment vollzogen. Auch erging Befehl, das Regiment durch ein drittes Bataillon zu verstärken. Im Jahre 1809 wurde Polkownik Karl Iwanowitsch Bistro als neuer Kommandeur berufen. Infolge verlustreicher Gefechte gegen die Türken am 10. September 1828 bei Warna, musste das zweite Bataillon neu formiert werden. Dazu wurden Teile des 13. - und 14. Jägerregiment verwendet.
Im Rahmen einer Gedenkmesse auf dem Gefechtsfeld bei Kulm im Jahre 1835, würdigte Zar Nikolaus I. persönlich die besonderen Verdienste des Leibgarde-Jägerregiments. In diesem Zusammenhang wurde der Tag des Heiligen Märtyrers Miron, der 17. August, als künftiger Feiertag – bzw. Ehrentag des Regiments verfügt. Fortan war Miron auch Schutzheiliger des Regiments, weshalb ihm die Regimentskirche im Jahre 1854 geweiht wurde. Im Jahre 1855 wurde der Verband in Leibgarde Gatschinski Regiment umbenannt, was letztlich am Regiments-Ehrentag im Jahre 1870 widerrufen wurde.

## Regimentsquartiere
Das Hauptstadtquartier des Leibgarde-Jägerregiment befand sich anfangs in den Semjonow-Kasernen in der Straße Swenigorodskaja uliza (später: Alte Jägerstraße; Starojegerskaja uliza). Später erfolgte dann die Verlegung in die speziell neu erbaute Neue Jägerkaserne in der Straße Rusowskaja uliza, № 14, № 16 und № 18.
Die Winterquartiere des Leibgarde-Jägerregiment, die sogenannten Petersburger Quartiere, befanden sich im Verlauf von etwa 100 Jahren am Semjonow Platz.

### Regimentskirche
Die Gardejäger hatten, wie im damaligen Russland allgemein üblich, eine untertanentreue Erziehung durchlaufen, weshalb liberale Ideen im Offizierskorps kaum verbreitet waren. Das Wohl des Regiments lag einzig im Ermessen des jeweiligen Monarchen. Als Zeichen des Wohlwollens und der Gunst des Herrschers galt der Bau einer Regimentskirche, die dem Heiligen und Märtyrer, Miron gewidmet war. Zar Nikolaus finanzierte den Bau aus eigener Schatulle. Die Kirche des Leibgarde Jägerregiments zum Heiligen Myron lag in unmittelbarer Nähe des Stadtquartiers an der Uferpromenade am Obwodnyi Kanal, nahe der Einmündung zum Wedenski Kanal. Der Bau erfolgte von 1849 bis 1854 zum Gedenken an die siegreichen Koalitionstruppen der Russen und Preußen im Kampf gegen Napoleon in der Schlacht bei Kulm am 17. August 1813 und den Tag des Heiligen Miron, nach Plänen des Baumeisters Thon, K. A. Die Verdienstvollsten Regimentsangehörige fanden hier die letzte Ruhestätte.
Die Kirche diente auch als Gedenkstätte für Gefallene des Ersten Weltkriegs, wurde jedoch zu Sowjetzeiten, im Rahmen der Unterdrückung der Russisch-Orthodoxen Kirche, bis Anfang 1930 als Lagerraum genutzt. Im Jahre 1934 wurde das bereits beschädigte Gebäude samt den fünf Türmen dann gesprengt. Auf dem gegenwärtig unbebauten Terrain befindet sich lediglich eine Autowäsche. Nach Planungen der Stadtväter und der Kirche soll das baugeschichtlich wertvolle Gebäude nach Originalplänen an historischer Stätte wieder neu erbaut werden.

## Rangabzeichen

### Offiziere
| Bezeichnung         | Rangabzeichen in der Ausführung | Rangabzeichen in der Ausführung | Rangabzeichen in der Ausführung | Rangabzeichen in der Ausführung | Rangabzeichen in der Ausführung | Rangabzeichen in der Ausführung | Rangabzeichen in der Ausführung | Rangabzeichen in der Ausführung | Rangabzeichen in der Ausführung |
| Jahre               | 1857–1904                       | 1857–1904                       | 1857–1904                       | 1880–1884                       | 1857–1904                       | 1857–1904                       | 1857–1904                       | 1857–1904                       |                                 |
| Epaulette           |                                 |                                 |                                 |                                 |                                 |                                 |                                 |                                 |                                 |
| ------------------- | ------------------------------- | ------------------------------- | ------------------------------- | ------------------------------- | ------------------------------- | ------------------------------- | ------------------------------- | ------------------------------- | ------------------------------- |
| Epaulette           |                                 |                                 |                                 |                                 |                                 |                                 |                                 |                                 |                                 |
| Jahre               | 1857–1917                       | 1904–1917                       | 1904–1917                       | 1904–1917                       | 1904–1917                       | 1904–1917                       | 1904–1917                       | 1904–1917                       |                                 |
| Epaulette alte Mode |                                 |                                 |                                 |                                 |                                 |                                 |                                 |                                 |                                 |
|                     |                                 |                                 |                                 |                                 |                                 |                                 |                                 |                                 |                                 |
| Epaulette neue Mode |                                 |                                 |                                 |                                 |                                 |                                 |                                 |                                 |                                 |
|                     |                                 |                                 |                                 |                                 |                                 |                                 |                                 |                                 |                                 |
| Bezeichnung         | Rangabzeichen in der Ausführung | Rangabzeichen in der Ausführung | Rangabzeichen in der Ausführung | Rangabzeichen in der Ausführung | Rangabzeichen in der Ausführung | Rangabzeichen in der Ausführung | Rangabzeichen in der Ausführung | Rangabzeichen in der Ausführung | Rangabzeichen in der Ausführung |
| Schulterstücke      |                                 |                                 |                                 |                                 |                                 |                                 |                                 |                                 |                                 |
|                     |                                 |                                 |                                 |                                 |                                 |                                 |                                 |                                 |                                 |
| Rang- bezeichnung   | Generalmajor                    | Polkownik (Oberst)              | Podpolkownik (Oberstleutnant)   | Major                           | Hauptmann                       | Stabshauptmann                  | Oberleutnant                    | Leutnant                        | Praporschtschik                 |
| Gruppe              | Generalität                     | Stabsoffizier                   | Stabsoffizier                   | Stabsoffizier                   | Oberoffiziere                   | Oberoffiziere                   | Oberoffiziere                   | Oberoffiziere                   | Oberoffiziere                   |

### Unteroffiziere und Mannschaften
| Bezeichnung                                         | Rangabzeichen in der Ausführung 1907–1917     | Rangabzeichen in der Ausführung 1907–1917 | Rangabzeichen in der Ausführung 1907–1917 | Rangabzeichen in der Ausführung 1907–1917 | Rangabzeichen in der Ausführung 1907–1917 | Rangabzeichen in der Ausführung 1907–1917 | Rangabzeichen in der Ausführung 1907–1917 |
| Schulterstücke                                      |                                               |                                           |                                           |                                           |                                           |                                           |                                           |
| --------------------------------------------------- | --------------------------------------------- | ----------------------------------------- | ----------------------------------------- | ----------------------------------------- | ----------------------------------------- | ----------------------------------------- | ----------------------------------------- |
| Schulterstücke                                      | [ 4 ] [ 5 ]                                   | [ 6 ] [ 7 ]                               |                                           |                                           |                                           |                                           |                                           |
| Bezeichnung                                         | Rangabzeichen in der Ausführung 1894–1917     | Rangabzeichen in der Ausführung 1894–1917 | Rangabzeichen in der Ausführung 1894–1917 | Rangabzeichen in der Ausführung 1894–1917 | Rangabzeichen in der Ausführung 1894–1917 | Rangabzeichen in der Ausführung 1894–1917 | Rangabzeichen in der Ausführung 1894–1917 |
| Schulterstücke für 1. Kompanie (Souveräne Kompanie) |                                               |                                           |                                           |                                           |                                           |                                           |                                           |
| [ 8 ] [ 9 ]                                         | [ 10 ] [ 11 ]                                 |                                           |                                           |                                           |                                           |                                           |                                           |
| Rang- bezeichnung                                   | Podpraporschtschik auf Dienstposten Felfwebel | Podpraporschtschik (Unterfähnrich)        | Feldwebel                                 | Zug-Unteroffizier                         | Unteroffizier                             | Gefreiter                                 | Soldat                                    |
| Gruppe                                              | Unteroffiziere                                | Unteroffiziere                            | Unteroffiziere                            | Unteroffiziere                            | Unteroffiziere                            | Mannschaften                              | Mannschaften                              |

## Regimentschefs
Nachstehend sind die Regimentschefs und Ehrenkommandeure von 1796 bis 1917 aufgeführt.
| Zeitraum                | Name, Vornamen                     | Rang                                   | Bemerkung                   |
| ----------------------- | ---------------------------------- | -------------------------------------- | --------------------------- |
| 09.11.1796 – 09.06.1800 | Ratschinskij, Anton Michailowitsch | Podpolkownik                           | 1800 Generalleutnant        |
| 09.06.1800 – 12.09.1812 | Bagration, Pjotr Iwanowitsch       | Generalmajor                           | 1809 General der Infanterie |
| 27.11.1813 – 15.06.1831 | Romanow, Konstantin Pawlowitsch    | Seine Kaiserliche Hoheit und Großfürst |                             |
| 25.06.1831 – 18.02.1855 | Nikolaus I.                        | Zar von Russland                       |                             |
| 19.02.1855 – 01.03.1881 | Alexander II.                      | Zar von Russland                       |                             |
| 02.03.1881 – 21.10.1894 | Alexander III.                     | Zar von Russland                       | 2. Chef ab 28.10.1866       |
| 02.11.1894 – 04.03.1917 | Nikolaus II.                       | Zar von Russland                       |                             |

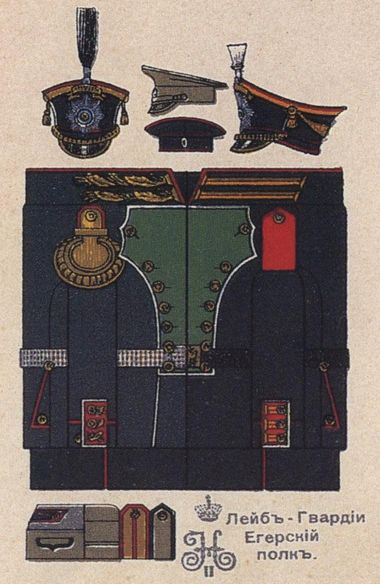
Paradeuniform
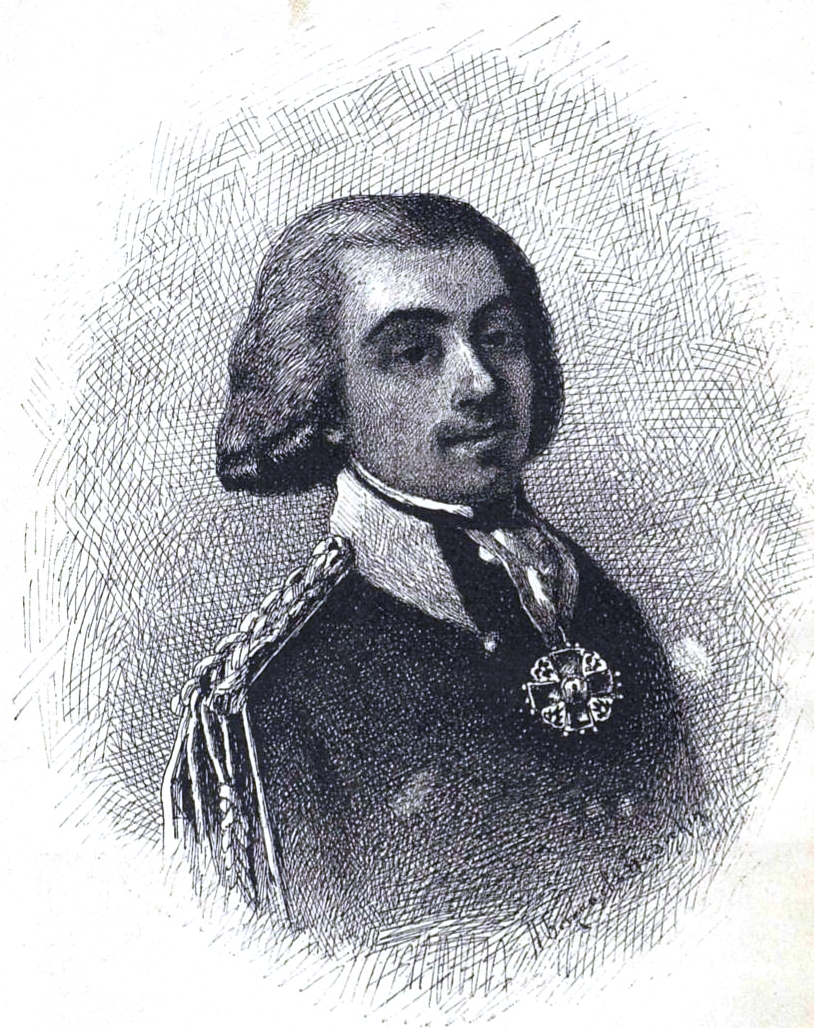
А.М. Ratschinskij – erster Regimentschef
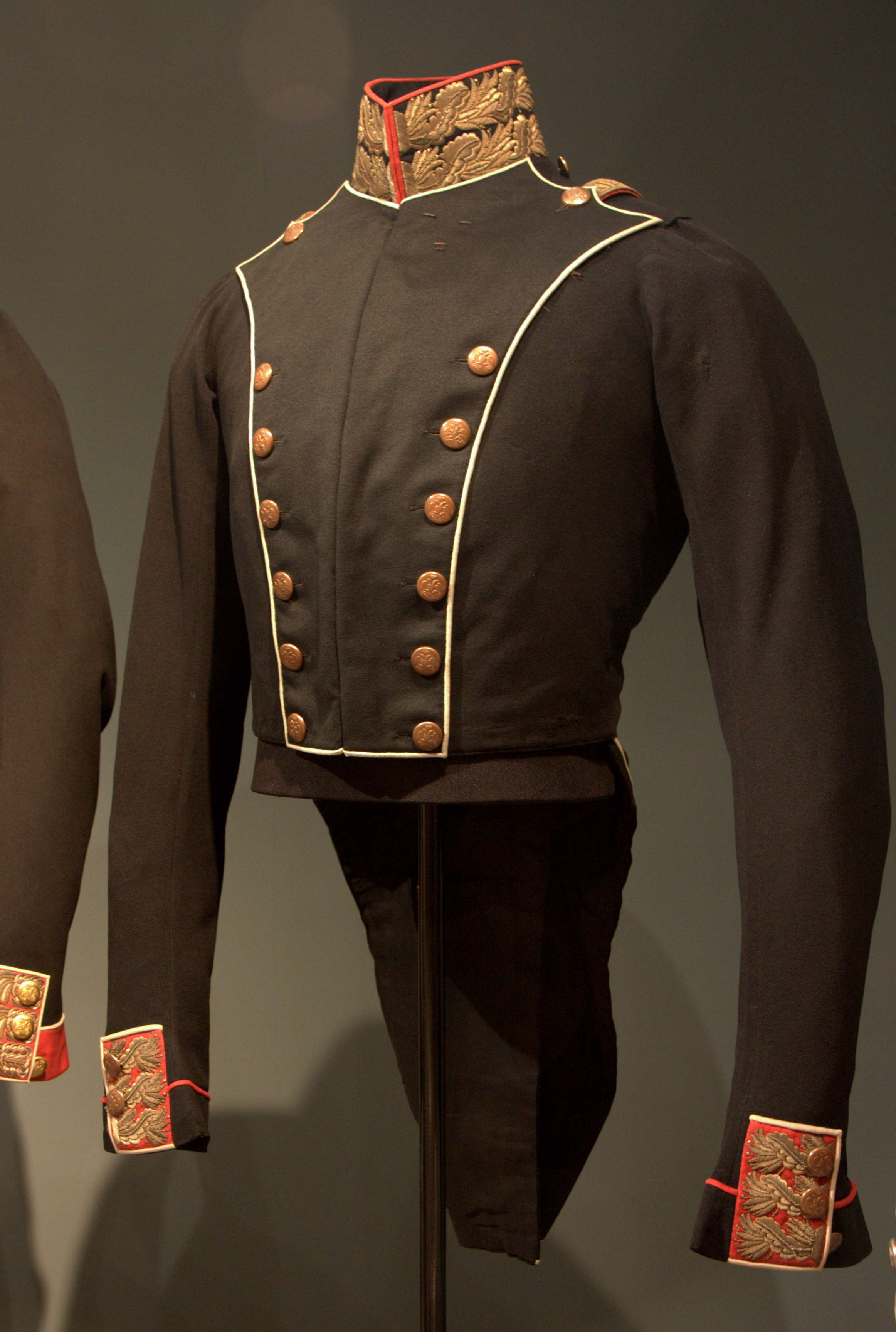
Uniformrock von Nikolaus I. – Ehrenkommandeur
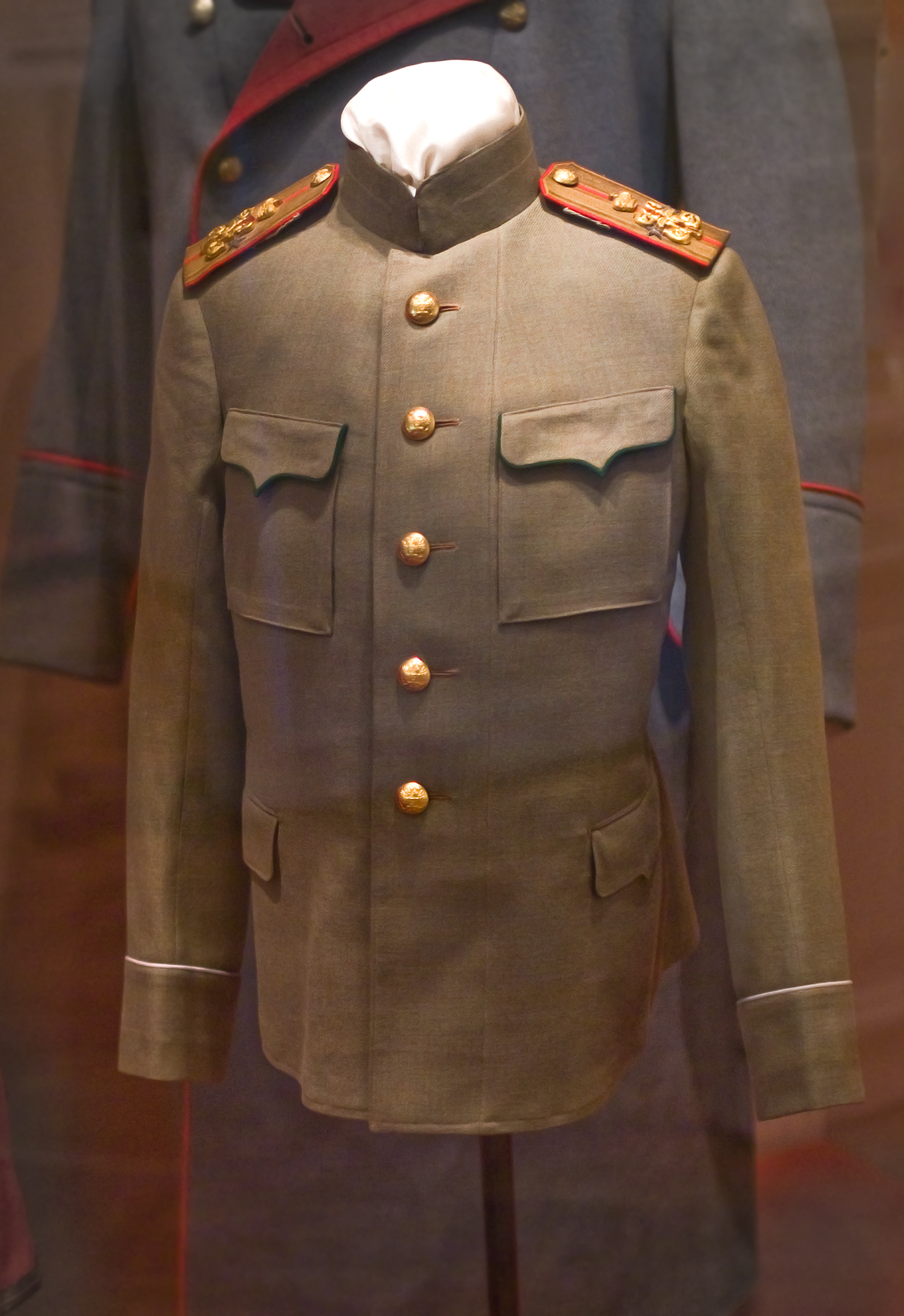
sogn. Offitzierskittel um 1910, (Gardemuseum zu St. Petersburg)

## Persönlichkeiten
Die nachstehende Übersicht enthält eine Auswahl an Persönlichkeiten, die in diesem Regiment dienten, bzw. aus dem Regiment hervorgingen.
- Antonow, A.I. – Armeegeneral, Mitglied HQ Kdo OB, Chef GenStab der UdSSR 1945–1946, erster CS Vereinte Streitkräfte WP
- Arbusow, A.F. – General der Infanterie, Kriegsteilnehmer Napoleonische Kriege
- Armsheimer, J.J. – Kapellmeister, bekannter Komponist
- Baiow, A.K. – Generalleutnant, russischer Militärhistoriker
- Baratynski, J. A. – Dichter
- Baumgarten, N.K. – General, Kriegsteilnehmer Russisch/Türkischer Krieg 1828–1829, Militärpädagoge
- Blokowski, J.D. – Wirklicher Staatsrat, Gouverneur der Gouvernements Livland,  Jenisseisk und Wologda
- Gerau, B.W. – Generalmajor, Teilnehmer I. WK, Weißer Emigrant
- Graf, E.G. – Generalleutnant, Chef Hauptverwaltung der Kosack-Streitkräfte, Chef Kanzlei Kriegsministerium, Mitglied Militärrat des Russischen Reiches
- von Güldenstubbe, M.A.L. – General der Infanterie, Kommandierender General des Moskauer Militärbezirks
- Wrangell, K.K. – General der Infanterie, Kommandierender General des Kiewer Militärbezirks